# Jednostki Wojska Polskiego imienia Józefa Piłsudskiego
Jednostki i instytucje oraz koszary Wojska Polskiego noszące imię Józefa Piłsudskiego.
W dwudziestoleciu międzywojennym w Polsce, szczególnie po 1935, szerzył się kult Pierwszego Marszałka Polski Józefa Piłsudskiego. Jednym z przejawów tego zjawiska było przyjmowanie honorowego szefostwa Józefa Piłsudskiego przez jednostki i instytucje wojskowe oraz nadawanie tymże jednostkom i instytucjom oraz obiektom pozostającym pod zarządem wojska imienia Marszałka.
Do 1939 honorowe szefostwo Józefa Piłsudskiego lub jego imię przyjęły następujące jednostki, instytucje oraz obiekty wojskowe:
- 1 Dywizja Piechoty Legionów
- 1 Pułk Piechoty Legionów
- 5 Pułk Piechoty Legionów
- 6 Pułk Piechoty Legionów
- 41 Suwalski Pułk Piechoty
- 66 Kaszubski Pułk Piechoty
- 1 Pułk Artylerii Lekkiej Legionów
- 1 Pułk Szwoleżerów

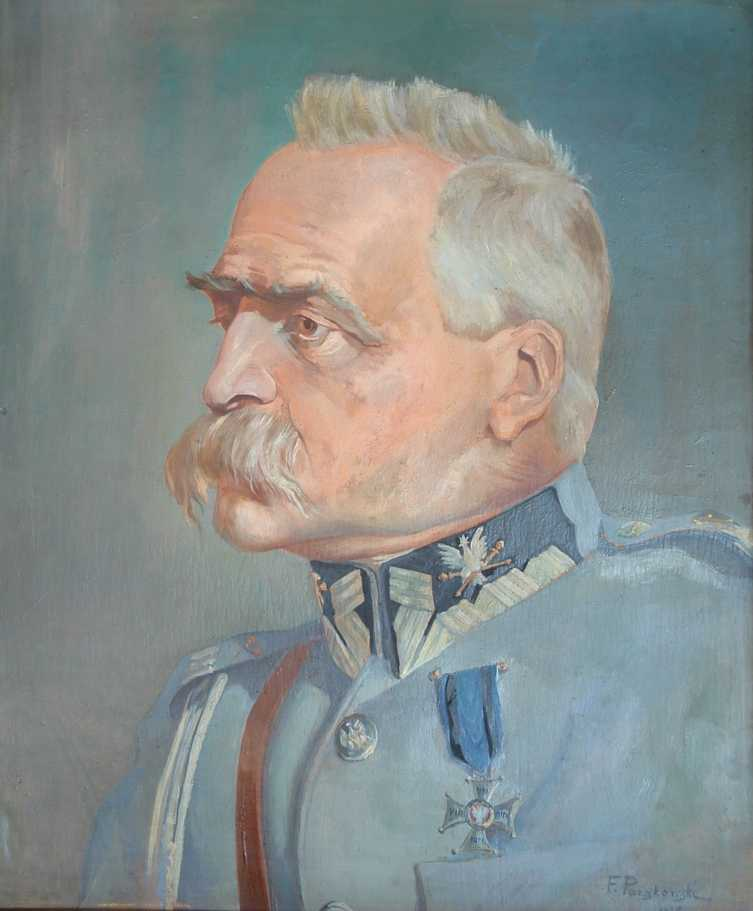
Józef Piłsudski (obraz Feliksa Paszkowskiego)

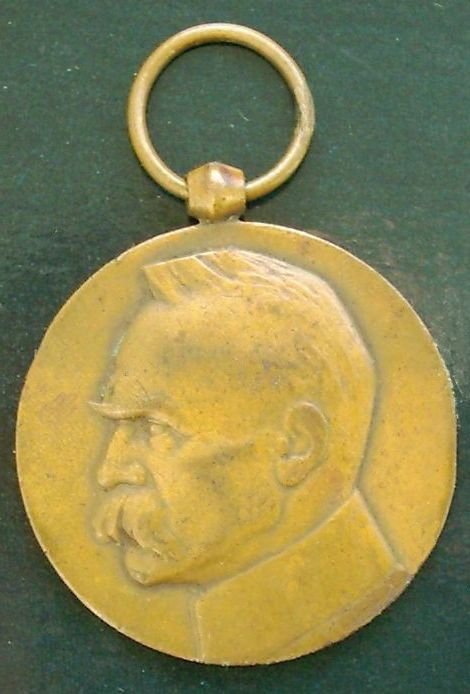
Medal Dziesięciolecia Odzyskanej Niepodległości

- 1 Katowicki Pułk Piechoty im. Józefa Piłsudskiego
- 1 Szpital Okręgowy
- Kanonierka ORP "Komendant Piłsudski"[1],
- Sanatorium Wojskowe w Zakopanem
- Pociąg Pancerny "Pierwszy Marszałek"[2],
- Centralny Instytut Wychowania Fizycznego w Warszawie (1935–1939),
- Korpus Kadetów Nr 1 im. Marszałka Józefa Piłsudskiego we Lwowie

Koszary
- "Koszary im. Marszałka Piłsudskiego" w Rawiczu (od 19 IX 1922)
- "Koszary im. Marszałka Piłsudskiego" w Drohobyczu przy ulicy Grunwaldzkiej (od 19 IX 1922)
- "Koszary imienia Marszałka Józefa Piłsudskiego" we Włodzimierzu Wołyńskim (od 4 VIII 1927[3])
- "Koszary imienia 1. brygady Legionów Komendanta Józefa Piłsudskiego" w garnizonie Wilno zajmowane przez 1 i 5 Pułk Piechoty Legionów (od 4 VIII 1927[4])
- Koszary 15 Pułku Ułanów Poznańskich (od 5 VIII 1930)
- Koszary w Pińsku (od 5 VIII 1930)
- Koszary Batalionu KOP "Kopyczyńce" (1937–1939).
- "Koszary imienia Marszałka Józefa Piłsudskiego" w Inowrocławiu (od 7 XI 1936)

W czasie II wojny światowej tylko jednemu pododdziałowi Wojska Polskiego nadane zostało oficjalnie imię Józefa Piłsudskiego. Tym pododdziałem był 305 Dywizjon Bombowy Ziemi Wielkopolskiej.
Po 1989 Siły Zbrojne Rzeczypospolitej Polskiej nawiązały do działalności niepodległościowej Józefa Piłsudskiego i tradycji Legionów Polskich. Imię Marszałka nadane zostało następującym jednostkom wojskowym:
- 2 Brygada Zmechanizowana Legionów
- 1 Ciechanowski Pułk Artylerii
- 14 Suwalski Pułk Artylerii Przeciwpancernej
- 1 Dywizjon Szwoleżerów